# Троицкая волость (Бахмутский уезд)
Тро́ицкая во́лость — историческая административно-территориальная единица Бахмутского уезда Екатеринославской губернии с центром в слободе Троицкое.
По состоянию на 1886 год состояла из 3 поселений, 2 сельских общин. Население — 9678 человек (4954 лица мужского пола и 4724 — женского), 2285 дворовых хозяйств.
|                       | Площадь, десятин | В том числе пахотной, десятин |
| --------------------- | ---------------- | ----------------------------- |
| Сельских общин        | 25218            | 21393                         |
| Частной собственности | -                | -                             |
| Другой собственности  | 359              | 255                           |
| В целом               | 25477            | 21648                         |

Основные поселения:
- Троицкое — село при реке Лугань в 30 верстах от уездного города, 6000 человек, 871 двор, православная церковь, школа, 10 лавок, 3 ярмарки в год. За 6 вёрст — медно-плавильный завод.
- Калиновское — село при реке Лугань, 3369 человек, 464 двора, православная церковь, школа, 5 лавок, ежегодная ярмарка.